# Alchemilla hageniae
Alchemilla hageniae är en rosväxtart som beskrevs av T. C. E. Fries. Alchemilla hageniae ingår i släktet daggkåpor, och familjen rosväxter. Inga underarter finns listade i Catalogue of Life.